# Clarias anguillaris
Clarias anguillaris е вид лъчеперка от семейство Clariidae. Видът не е застрашен от изчезване.

## Разпространение и местообитание
Разпространен е в Бенин, Буркина Фасо, Гамбия, Гана, Гвинея, Гвинея-Бисау, Египет, Етиопия, Камерун, Кот д'Ивоар, Мали, Нигер, Нигерия, Сенегал, Сиера Леоне, Того, Чад и Южен Судан.
Обитава крайбрежията на сладководни басейни и реки.

## Описание
На дължина достигат до 1 m, а теглото им е максимум 7000 g.